# Пеннинские Альпы
Пеннинские Альпы (нем. Walliser Alpen, фр. Alpes valaisannes, итал. Alpi Pennine, лат. Alpes Poeninae) — горы, часть Западных Альп на территории Швейцарии (кантон Вале) и Италии (Пьемонт и Валле-д'Аоста).
Пеннинские Альпы отделены от Грайских Альп (на юго-западе) — перевалом Ферре и долиной реки Дора-Бальтеа, от Лепонтинских Альп (на востоке) — перевалом Симплон, от Бернских Альп (на севере) — долиной реки Рона.
Швейцарскую часть Пеннинских Альп называют также Альпами кантона Вале (Alpes valaisannes, Walliser Alpen). Название Пеннинских Альп получила также одна из провинций Римской империи.
Пеннинские Альпы включают более 40 вершин высотой свыше 4000 м. Наивысшая точка — пик Дюфур (4634 м).
Вершины свыше 4000 м:
- Массив Монте-Роза:
  - Пик Дюфур (Dufourspitze), 4634 м;
  - Пик Дюнан (Dunantspitze, бывший Ostspitze) 4632 м;
  - Гренцгипфель (Grenzgipfel) 4618 м;
  - Норденд (Nordend) 4609 м;
  - Цумштайншпитце (Zumsteinspitze) 4563 м;
  - Зигналькуппе (Signalkuppe) 4554 м;
  - Гренцзаттель (Grenzsattel) 4453 м;
  - Парротшпитце (Parrotspitze) 4432 м;
  - Людвигсхёэ (Ludwigshöhe) 4341 м;
  - Шварцхорн (Schwarzhorn) 4322 м;
  - Пирамид-Винсент (Vincent-Pyramide) 4215 м;
  - Бальменхорн (Balmenhorn) 4167 м;
  - Пунта-Джордани (Punta Giordani) 4046 м.
- Массив Мишабель:
  - Дом (Dom), 4545 м;
  - Тешхорн (Täschhorn), 4491 м;
  - Ленцшпитце (Lenzspitze), 4294 м;
  - Альфубель (Alphubel), 4206 м;
  - Римпфишхорн (Rimpfischhorn), 4199 м;
  - Штральхорн (Strahlhorn), 4190 м;
  - Аллалинхорн (Allalinhorn), 4027 м.
- Массив Надельграт (иногда считается частью массива Мишабель):
  - Надельхорн (Nadelhorn), 4327 м;
  - Штеккнадельхорн (Stecknadelhorn), 4241 м;
  - Хобергхорн (Hohberghorn), 4219 м;
  - Дюрренхорн (Dürrenhorn), 4035 м.
- Лискамм (Lyskamm), восточная вершина, 4527 м;
- Вайсхорн (Weisshorn), 4506 м;
- Маттерхорн (Matterhorn), 4477 м;
- Дан-Бланш (Dent Blanche), 4357 м;
- Гран-Комбен-де-Графенер (Grand Combin de Grafeneire), 4314 м;
- Кастор (Castor), 4228 м;
- Цинальротхорн (Zinalrothorn), 4221 м;
- Дан-д'Эран (Dent d’Hérens), 4171 м.
- Брайтхорн (Breithorn), 4164 м;
- Бисхорн (Bishorn), 4153 м;
- Поллукс (Pollux), 4092 м;
- Обер-Габельхорн (Ober Gabelhorn), 4063 м;
- Вайсмис (Weissmies), 4023 м;
- Лаггинхорн (Lagginhorn), 4010 м.

Вершины ниже 4000 метров:
- Миттелаллалин, 3457 м, гора известна самыми высокими в мире вращающимся рестораном[2] и фуникулёром[3].